# Fighting Irish de Notre Dame
Le Fighting Irish de Notre-Dame  est un club omnisports universitaire de l'Université de Notre-Dame-du-Lac située dans l'État de l'Indiana aux États-Unis.
Les équipes du Fighting Irish participent aux compétitions universitaires organisées par la National Collegiate Athletic Association au sein de sa Division I.
Notre Dame fait partie de l'Atlantic Coast Conference pour l'ensemble des sports pratiqués à l'exception du programme de football américain qui évolue comme équipe indépendante en NCAA Division I Football Bowl Subdivisions (FBS).

## Histoire
Selon le site officiel de l'université Notre-Dame, les origines du surnom de l'équipe, Fighting Irish, ne sont pas clairement établies.
Deux anecdotes y sont évoquées :
- La première a lieu en 1899 : au début de la seconde mi-temps d'un match Notre Dame vs Northwestern, les supporters adverses auraient entonné le chant suivant : «  Kill the Fighting Irish, kill the Fighting Irish  ».
- L'autre histoire se tient en 1909 : au cours d'un match Notre Dame vs Michigan, un joueur aurait crié depuis la touche : «  What's the matter with you guys? You're all Irish and you're not fighting worth a lick.  » (qu'est ce qui vous arrive les gars ? Vous êtes tous Irlandais et vous ne vous battez pas !). Très mal engagée, la partie est finalement remportée par Notre Dame et la presse titre le lendemain sur la victoire du «  Fighting Irish  ».

L'origine du surnom pourrait également hériter de soldats irlandais immigrés regroupés dans la Brigade Irlandaise Unioniste ayant combattu pendant La Guerre civile aux États-Unis également appelée Guerre de Sécession. Le rattachement à l'université de Notre Dame se serait fait via frère William Corby (en), troisième président de Notre Dame, lequel avait pris part à la Bataille de Gettysburg comme aumônier de la brigade. Il accorda l'absolution générale aux troupes au milieu de la bataille. Ce fait historique est représenté par un tableau, l'Absolution Under Fire"(en), tableau faisant partie de la collection d'arts de Notre Dame. Une copie de la peinture ("The Original Fighting Irish"(en)) réalisée par l'ancien joueur de Crosse de Notre Dame, Revere La Noue, est exposée en permanence au stade Arlotta de Notre Dame. Une reproduction est également présente dans le bureau de l'entraîneur principal Brian Kelly, ce dernier ayant déclaré, après avoir vu le tableau en ligne, qu'il devait avoir dans son bureau l'œuvre qui dépeignait tant l'« élégance » et la « ténacité » du programme de football,.
Les sportifs et les équipes de Notre Dame sont actuellement surnommés les Fighting Irish mais d'autres surnoms leur avaient été attribués en fin de XIXe et début de XXe siècle :
- Au cours du mandat de leur entraîneur Knute Rockne, ils étaient surnommés les "Rovers" ou les "Ramblers". Ces noms leur avaient été attribués pour souligner le fait que l'équipe était habituée à effectuer de longs déplacements à travers le pays pour jouer leurs matchs de football américain, bien avant que ces voyages ne deviennent la norme pour toutes les équipes universitaires de haut niveau.
- Plus tard, ils sont également surnommés les Terriers parce qu'un chien terrier irlandais était présent le long du terrain pendant les matchs et ce pendant quelques années.

Une autre théorie relative au surnom Fighting Irish(en), fait référence à l'indépendantiste irlandais Éamon de Valera, futur président de la république d'Irlande. Celui-ci avait été condamné à mort après avoir été emprisonné à la suite de l'insurrection de Pâques 1916 dans l'est de l'Irlande. Il fut amnistié, élu au Parlement irlandais et de nouveau arrêté par les Anglais. Il s'évade et se réfugie aux États-Unis pour éviter d'être à nouveau arrêté. Faisant campagne pour l'indépendance irlandaise dans tout le pays, il est accueilli comme un héros à l'université de Notre Dame le 15 octobre 1919. La publication estudiantine de l'époque, le Scholastic(en) indique que cette visite fait basculer le campus en faveur du surnom de Fighting Irish(en). De Valera y plantera un arbre de la liberté en souvenir de sa visite. Cet arbre est néanmoins arraché une semaine plus tard et jeté dans un des lacs du campus par un étudiant de confession unioniste.
Notre Dame possède une équipe de football américain depuis 1879 qui évolue au plus haut niveau universitaire. Les joueurs de Notre Dame ont remporté 13 titres de champion national et 7 Trophées Heisman.
L'équipe masculine de basket-ball a participé une fois au Final Four en 1978. L'équipe féminine a remporté le titre national en 2001, et a été finaliste avec Skylar Diggins-Smith en 2011 et 2012. L'équipe masculine s'est distinguée en remportant un match sur le score de 104-100 après une quintuple prolongation contre Louisville en février 2013.
L'équipe masculine de hockey sur glace évolue en Big Ten Conference depuis 2017 et joue ses à domicile au Compton Family Ice Arena (en) (5 022 places).

## Sports représentés

The Leprechaun (le Lutin), la mascotte de Notre Dame.

Notre Dame possède 23 programmes sportifs : 11 équipes masculines, 11 équipes féminines et 1 mixte.
| Hommes (11)                                 | Femmes (11)       |
| ------------------------------------------- | ----------------- |
| Athlétisme †                                | Athlétisme †      |
| Baseball                                    | Aviron            |
| Basketball                                  | Basketball        |
| Cross country                               | Cross country     |
| Football (soccer)                           | Football (soccer) |
| Football américain                          | Golf              |
| Golf                                        | Lacrosse          |
| Hockey sur glace                            | Natation/Plongeon |
| Lacrosse                                    | Softball          |
| Natation/Plongeon                           | Tennis            |
| Tennis                                      | Volley-ball       |
| Équipe mixte                                |                   |
| Escrime                                     |                   |
| † – Athlétisme en salle et/ou en plein air. |                   |

## Liens avec les conférences
Notre Dame a été membre de la Big East Conference jusqu'en 2013. Elle est actuellement membre de l'Atlantic Coast Conference pour tous les sports à l'exception des sports ci-dessous :
- Football américain : Notre Dame conserve son statut d'Indépendant au sein de la Division I NCAA du FBS.
- Hockey sur glace masculin : L'équipe joue dans la Big Ten Conference.

Les escrimeurs féminins et masculins ont concouru dans la Midwest Fencing Conference jusqu'en fin de saison 2013–14. Depuis le début de la saison 2014–15, l'ACC ayant rétabli l'escrime comme sport officiel de la conférence après une absence de 35 ans, les escrimeurs de Notre Dame ont rejoint cette conférence en compagnie des équipes de Boston College, Duke, et de la Caroline du Nord.
Selon l'entraîneur de Basketball, Mike Brey, Notre Dame considérait sérieusement rejoindre la Big Ten Conference en 2003 mais finalement changea d'avis.

## Palmarès
Au 5 juin 2022, Notre Dame a gagné 31 titres de champion national dans la NCAA.
- Hommes : 18 titres 
  - 11 titres de champion NCAA de Football américain : 1924, 1929, 1930, 1943, 1946, 1947, 1949, 1966, 1973, 1977, 1988
  - 1 titre de champion NCAA de Cross-country : 1957
  - 3 titres de champion NCAA d'Escrime : 1977, 1978, 1986
  - 1 titre de champion NCAA de Golf : 1944
  - 1 titre de champion NCAA de Football : 2013
  - 1 titre de champion NCAA de Tennis : 1959
- Femmes : 5 titres
  - 2 titre de champion NCAA de Basket-ball : 2001, 2018
  - 1 titre de champion NCAA d'Escrime : 1987
  - 3 titres de champion NCAA de Football : 1995, 2004, 2010
- Mixte - 8 titres
  - 8 titres de champion NCAA d'Escrime: 1994, 2003, 2005, 2011, 2017, 2018, 2021, 2022

Ci-dessous se trouvent 14 titres de champion national non revendiqués par Notre Dame :
- Hommes : 14 titres
  - 11 titres en football américain : 1919, 1920, 1927, 1938, 1953, 1964, 1967, 1970, 1989, 1993, 2012 ;
  - 2 titres en basket-ball (décerné par la Helms Athletic Foundation) : 1927, 1936 ;
  - 1 titre en Tennis : 1944.

## L'équipe de football américain
- Stade : Notre Dame Stadium
- Titre de champion national certifié NCAA et réclamés par Notre Dame (11) : 1924, 1929, 1930, 1943, 1946, 1947, 1949, 1966, 1973, 1977, 1988 ;
- Titre de champion national attribué par divers organisme de cotation, non réclamés par Notre Dame (11) : 1919, 1920, 1927, 1938, 1953, 1964, 1967, 1970, 1989, 1993, 2012.

### Joueurs remarquables issus de l'équipe de football américain Notre Dame
- Earl Louis « Curly » Lambeau intègre l'université de Notre-Dame-du-Lac en 1918 et y joue comme freshman, sous les ordres du légendaire entraîneur de football américain Knute Rockne. Il doit arrêter à la suite d'une grave amygdalite avant sa deuxième année. Il fonde alors en 1919 les Packers de Green Bay où il joue au poste d'halfback entre 1921 et 1929. Il devient ensuite le premier entraîneur des Packers avec qui il remporte 6 titres de champions NFL (1929, 1930, 1931, 1936, 1939, 1944)[9] ;
- Joe Montana, joueur de football américain au poste de quarterback, quatre fois vainqueur du Super Bowl, désigné à trois reprises MVP d'un Super Bowl (Super Bowl Most Valuable Player Award), désigné deux fois MVP de la saison NFL (National Football League Most Valuable Player Award) et 8 fois sélectionné au Pro Bowl ;
- Tim Brown, joueur de football américain au poste de wide receiver, vainqueur du Trophée Heisman et 9 fois sélectionné au Pro Bowl ;
- Justin Tuck, joueur de football américain au poste de defensive end, 2 fois sélectionné au Pro Bowl avec les Giants de New York.

## L'équipe de basketball

### Hommes
- Salle : Purcell Pavilion situé au Joyce Center (en)
- Titres en ACC : 2015
- Titres de champion national : 2 (1927^, 1936^)
- Apparition au Final Four : 1 (1978)

^ signifie : Selon le Trophée Helms avant que le titre ne résulte d'un tournoi
L'équipe de basket masculine (entraînée par Mike Brey (en) depuis l'année 2000) a participé à 28 reprises au tournoi de la Division I de NCAA et a réussi à gagner le Final Four en 1978 sous la direction de l'entraîneur Digger Phelps. L'équipe a également mis fin à la série de 88 matchs sans défaite de l'équipe d'UCLA en 1974. Cette série avait débuté après le match qu'UCLA avait également perdu contre Notre Dame en 1971 et qui avait également mis fin à une série de 45 matchs sans défaites d'UCLA.
Notre Dame a gagné en 2015 le tournoi de la conférence ACC et lors du tournoi final réunissant les huit meilleures équipes (l'Elite Eight), Notre Dame n'a perdu que contre la meilleure équipe, Kentucky, 68 à 66.

### Femmes
- Salle : Purcell Pavilion situé au Joyce Center
- Titres de l'ACC : 4 (2014, 2015, 2016, 2017)
- Titres de champion national : 2 (2001, 2018)
- Apparitions au Final Four: 9 (1997, 2001, 2011, 2012, 2013, 2014, 2015, 2018, 2019)

L'équipe de basket féminine de Notre Dame (entraînée actuellement par Niele Ivey (en)), a gagné en 2001 le titre de champion national de la Division I de NCAA en battant Purdue sur le score de 68 à 66. L'équipe était emmenée par Ruth Riley toujours active en WNBA.
Les cinq joueuses de l'équipe ayant perdu contre Baylor lors du match de championnat NCAA 2019 ont été choisies lors de la draft WNBA 2019. Trois d'entre elles - Jackie Young, Arike Ogunbowale et Brianna Turner - ont été choisies lors du premier tour.
L'équipe a pu se qualifier à 11 reprises en 14 saisons dans les 16 dernières équipes (Sweet Sixteen) et à sept reprises dans les quatre meilleures équipes (Final Four). Elle a obtenu 20 victoires par saison au cours de 18 saisons sur les 19 dernières disputées.
Muffet McGraw (en), qui a pris sa retraite après la saison 2019-20, a emmené les Fighting Irish à 26 tournois de la NCAA au cours de ses 33 saisons, dont 24 consécutives de 1996 à 2019. McGraw accède au Final Four en 2011 après avoir battu pour la première fois en 21 tentatives les Tennessee Lady Volunteers. Elles gagnent la demi-finale contre les Huskies du Connecticut (UConn) mais sont battues en finale de championnat par les filles de Texas A&M. En 2012, l'équipe accède à nouveau à la finale nationale mais sont battues par Baylor équipe invaincue de la saison. Les saisons 2014 et 2015 se terminent également sur deux défaites en finale nationale des œuvres de Connecticut (tenante des titres). Les Fighting Irish ont remporté leur deuxième titre national en 2018, battant UConn alors invaincu en demi-finale et Mississippi State en finale (61-58). Les deux matchs ont été remportés sur des tirs de dernière seconde par Arike Ogunbowale.

## L'équipe d'escrime
Les équipes d'escrime masculines et féminines ont gagné 8 titre de champion national.
- En individuel (4) :
  - Les hommes (3) : 1977, 1978, 1986 ;
  - Les femmes (1) : 1987.
- Par équipes (8) : 1994, 2003, 2005, 2011, 2017, 2018, 2021, 2022.

En 2010, les équipes féminine et masculine restent invaincues de la saison.
En 2004, Mariel Zagunis, licenciée de Notre dame, remporte la première médaille d'or olympique en escrime depuis 100 ans pour les États-Unis et la toute première pour une escrimeuse américaine.

## L'équipe masculine de hockey sur glace
- Salle : Compton Family Ice Arena[11] (anciennement au Joyce Center, 1968–2011)
- Titres de conférence
  - CCHA : 3 (2007, 2009, 2013)
  - Big Ten : 1 (2018)
- Apparition au Frozen Four : 4 (2008, 2011, 2017, 2018)

L'équipe masculine de Hockey sur glace de Notre Dame (actuellement entraînée par Jeff Jackson et ayant pour capitaine T.J. Jindra) a gagné le titre 2007 de la conférence Central Collegiate Hockey Association (CCHA) et le championnat 2007 de la CCHA avec un bilan de 28 victoires, 6 défaites et 3 nuls. Ils sont battus par les Spartans de Michigan State en finale régional (Midwest) lors du second tour du tournoi final de la Division I NCAA.
La saison suivante, Notre Dame se qualifie de nouveau pour le tournoi final de la Division I NCAA 2018, passent le premier tour en battant 7 à 3, l'université du New Hampshire (classée no 1 avant le tournoi). Lors du second tour, ils retrouvent les Spartans de Michigan State et prennent leur revanche (victoire 3 à 1). Pour la première fois de leur histoire, ils gagnent leur place pour le dernier carré (Final Four). En demi-finale, ils battent en prolongations les Wolverines du Michigan sur le score de 5 à 4. Leur première finale jouée pour le titre national se solde par une défaite 4 à 1 contre Boston College.
Notre Dame devient membre de la conférence Big Ten le 1er juillet 2017 rejoignant les équipes de Michigan, Michigan State, Minnesota, Ohio State, Penn State et Wisconsin.

## L'équipe de crosse

### Hommes
- Terrain : Arlotta Stadium, Loftus Sports Center
- Titres de conférence (MLA): 8 (1982, 1984, 1986, 1988, 1990, 1992, 1993)
- Titres de conférence (GWLL): 12 (1994, 1995, 1996, 1997, 1999, 2000, 2001, 2002, 2003, 2007, 2008, 2009)
- Titres de conférence (ACC): 2 (2014, 2018)
- Apparitions au tournoi final de la Division I NCAA : 25 (1990, 1992, 1993, 1994, 1995, 1996, 1997, 1999, 2000, 2001, 2006, 2007, 2008, 2009, 2010, 2011, 2012, 2013, 2014, 2015, 2016, 2017, 2018, 2019, 2021)
- Apparitions dans le dernier carré (Final Four) du tournoi de la Division I NCAA : 4 (2001, 2010, 2014, 2015)

L'équipe masculine de Crosse de Notre Dame a depuis la saison 2006 chaque fois atteint le tournoi final de la Division I de la NCAA, accédant aux demi-finales en 2001 et en 2010. Ils perdent en 2010 la finale du tournoi 6 à 5 en prolongation des œuvres des Blue Devils de Duke.
En 2009, les Fighting Irish sont invaincus en saison régulière et sont classés no 2 des classements nationaux. Ils obtiennent un bilan final de 15 victoires pour 1 seule défaite en conférence mais son téliminés au 1er tour du tournoi final de la Division I NCAA.
En 2014, Notre Dame est classée no 5 des classements nationaux mais sont battus en finale nationale par les no 5 de Duke 11 à 9.

### Femmes
- Terrain: Arlotta Stadium, Loftus Sports Center
- Apparitions au tournoi final de la Division I NCAA : 13 (2002, 2004, 2006, 2008, 2009, 2010, 2012, 2013, 2014, 2015, 2016, 2017, 2019, 2021)

L'équipe féminine de crosse de Notre-Dame a atteint les demi-finales des tournois de Division I NCAA (Final Four) en 2006. En 2010, ils rejoignent le tournoi final de la Division I NCAA pour la 3e fois consécutivement (la plus grande série de l'histoire de l'équipe). En 2014, lors de ce même tournoi, ils sont éliminés au 2 tour des œuvres des Blue Devils de Duke (10 à 8).

## L'équipe de football (soccer)

### Hommes
- Terrain : Alumni Stadium
- Titre de champion national : 1 (2013)
- Apparition en finale de la coupe : 2 (2013, 2021)

### Femmes
- Terrain : Alumni Stadium
- Titres de conférence MCC^^ : 4 (1991, 1992, 1993, 1994)
- Titres de conférence Big East^^ : 10 (1995, 1996, 1997, 1998, 1999, 2000, 2001, 2005, 2006, 2008)
- Titre de champion national : 3 (1995, 2004, 2010)
- Apparition en finale de coupe : 17 (1993, 1994, 1995, 1996, 1997, 1998, 1999, 2000, 2001, 2002, 2003, 2004, 2005, 2006, 2007, 2008, 2009, 2010)

^^ signifie : Notre-Dame était un membre de la Midwestern Collegiate Conference jusqu'en 1978 et ensuite de la Big East Conference jusqu'en 2013) avant de rejoindre l'Atlantic Coast Conference en 2014.
L'équipe féminine de soccer de Notre-Dame remporte le championnat national en 1995, 2004 et 2010 et perd les finales de 1994, 1996, 1999, 2006, et 2008. Notre-Dame est avec les équipes de la Caroline-du-Nord (21) et de Portland (2), une des trois équipes à avoir gagné le titre national plus d'une fois. L'équipe se qualifie pour cette finale à 8 reprises seulement devancée par la Caroline du Nord (qualifiée à 23 reprises).
Le programme de soccer de Notre-Dame débute en 1988 sous l'ère de l'entraîneur Chris Petrucelli. Elles gagnent le premier titre de conférence Big East de l'histoire de l'université tous sports confondus en 1995 et deviennent également en 1995 championnes nationales pour la première fois de l'histoire du programme en battant Portland 1 à 0.
En 1999, Randy Waldrum, devient entraîneur principal de l'équipe et maintient Notre-Dame en haut de l'affiche obtenant un second titre de champion national en 2004 en battant 4 à 3 UCLA. Sous sa direction, l'équipe remporte 6 titres de conférence Big East. Un troisième titre national est remporté en 2010 (victoire 1 à 0 contre Stanford qui était invaincue cette saison-là).
Trois joueuses de Notre-Dame ont reçu le Trophée Hermann qui récompense le ou la meilleur(e) joueur (joueuse) universitaire des États-Unis. Il s'agit de Cindy Daws (1996), Anne Mäkinen (2000) et de Kerri Hanks (2006, 2008). Hanks est une des quatre seuls joueurs à avoir gagné le trophée à deux reprises.

## L'équipe masculine de golf
L'équipe de golf masculine de Notre-Dame a remporté 11 titres de conférence :
- Ligue Horizon (3): 1988, 1989, 1995
- Conférence Big East (1979–2013) (8) : 1995, 1996, 1997, 2004, 2005, 2006, 2011, 2012

Ils remportent le titre national (Division I NCAA) en 1944.

## L'apparat
L'alma mater (devise) : en anglais : Notre Dame, Our Mother
Les couleurs : Or et bleu marine
L'équipementier : Under Armour
Le surnom : en anglais : Fighting Irish
La mascote : Le Leprechaun
La fanfare : en anglais : The Band of the Fighting Irish
Les rivalités : Trojans de l'USC, Wolverines du Michigan, Spartans de Michigan State, Boilermakers de Purdue, Eagles de Boston College & Midshipmen de la Navy

### Chant de guerre
La chanson Victory March est le chant de guerre de l'université. C'est le révérend Michael J. Shea, diplômé de Notre-Dame en 1905 et organiste de la cathédrale Saint-Patrick de New York, qui en a écrit la musique tandis que son frère, John F. Shea, diplômé de Notre-Dame en 1906 et 1908, en a écrit les paroles originales. La chanson est interprétée pour la première fois sur le campus de Notre-Dame le dimanche de Pâques 1909, dans la rotonde du Golden Dome. Les paroles sont modifiées dans les années 1920. La chanson passe pour la première fois sous le droit d'auteur de l'université Notre Dame en 1928.
| Rally sons of Notre Dame Sing her glory and sound her fame Raise her Gold and Blue And cheer with voices true : Rah, rah, for Notre Dame We will fight in every game, Strong of heart and true to her name We will ne'er forget her And will cheer her ever Loyal to Notre Dame. Cheer, cheer for Old Notre Dame, Wake up the echoes cheering her name, Send a volley cheer on high, Shake down the thunder from the sky ! What though the odds be great or small, Old Notre Dame will win over all, While her loyal sons are marching Onward to victory ! |

## Directeurs sportifs
| Directeurs sportifs | Durée du mandat      |
| ------------------- | -------------------- |
| Jesse Harper        | 1913–1917, 1931–1933 |
| Knute Rockne        | 1920–1930            |
| Elmer Layden        | 1934–1940            |
| Hugh Devore         | 1945                 |
| Frank Leahy         | 1947–1949            |
| Moose Krause        | 1949–1981            |
| Gene Corrigan       | 1981–1987            |
| Dick Rosenthal      | 1987–1995            |
| Mike Wadsworth      | 1995–2000            |
| Kevin White         | 2000–2008            |
| Jack Swarbrick      | 2008–présent         |